# أوبيرا أوديتشوكو
أوبيرا أوديتشوكو (بالإنجليزية: Obiora Udechukwu) (مواليد 1946) هو رسام وشاعر نيجيري.